# Choke (canción)
«Choke» es un sencillo de la banda brasileña Sepultura, lanzado en 1998. Forma parte del séptimo álbum de estudio Against. Contiene cuatro minutos y quince segundo de duración y fue producido por Howard Benson bajo el sello discográfico Roadrunner Records. La canción fue escrita por todos los integrantes de la banda.
Este es el primer sencillo de la banda con el vocalista estadounidense Derrick Green, en reemplazo de Max Cavalera, líder y fundador de la banda. El video del sencillo fue filmado en el primer concierto de Green con la banda, y se puede encontrar en el álbum en vivo Live in São Paulo. La portada muestra simplemente a los cuatro miembros de la banda.

## Posicionamiento
| Lista        | Posición |
| ------------ | -------- |
| Chart Log UK | 110      |